# There's Something About Mary (album)
There's Something About Mary  è l'album musicale colonna sonora del film Tutti pazzi per Mary del 1998
La colonna sonora del film è stata composta da autori vari ed è prevalentemente non originale: le musiche furono infatti scelte personalmente dai fratelli Farrelly, che posero in particolare l'attenzione su gruppi e cantanti emergenti. Inserirono inoltre nella colonna sonora una canzone della band Zuba, gruppo musicale conosciuto solamente a livello locale ma apprezzato dai due registi.
La canzone utilizzata durante i titoli di testa e ripresa brevemente nel finale, There's Something About Mary, è stata composta dal cantautore Jonathan Richman appositamente per la pellicola su richiesta dei Farrelly; essi chiesero inoltre di poter inserire nel film True Love Is Not Nice e Let Her Go Into The Darkness, canzoni scritte precedentemente da Richman che tuttavia non reputava adatte al contesto della storia. Per l'accompagnamento musicale fu scelto un collaboratore e amico del cantautore, il batterista Tommy Larkins; entrambi ricordarono positivamente la partecipazione in Tutti pazzi per Mary, poiché fece riacquistare ai due popolarità in un momento non tanto favorevole della loro carriera artistica. Nelle versioni non in lingua inglese, le canzoni di Richman sono state adattate e ri-eseguite: nelle edizioni francese e tedesca rispettivamente dai cantanti Olivier Constantin e Tom Luca, in quella italiana dal doppiatore Tonino Accolla.
L'album contenente la colonna sonora del film è stato pubblicato negli Stati Uniti dalla Capitol Records il 14 luglio 1998, mentre in Italia il 20 ottobre dello stesso anno.

## Tracce
1. Jonathan Richman – There's Something About Mary – 1:47 (Jonathan Richman; edizioni musicali Vapor Records)
2. Ben Lee – How To Survive A Broken Heart – 2:48 (Ben Lee; edizioni musicali Grand Royal Records)
3. The Dandy Warhols – Every Day Should Be A Holiday – 4:02 (Courtney Taylor-Taylor; edizioni musicali Capitol Records)
4. The Push Stars – Everything Shines – 2:27 (Chris Trapper; edizioni musicali Capitol Records)
5. Ivy – This Is the Day – 3:33 (Ivy)
6. Joe Jackson – Is She Really Going Out With Him? – 3:36 (Joe Jackson; edizioni musicali A&M Records Limited London)
7. Jonathan Richman – True Love Is Not Nice – 2:13 (Jonathan Richman; edizioni musicali Vapor Records)
8. Propellerheads – History Repeating (feat. Shirley Bassey) – 4:03 (Alex Gifford; edizioni musicali DreamWorks Records/Heads Spin/Wall of Sound)
9. The Lemonheads – If I Could Talk I'd Tell You – 2:51 (Evan Dando ed Eugene Kelly; edizioni musicali TAG Recordings/Atlantic Recording Corporation)
10. Danny Wilson – Mary's Prayer – 3:55 (Gary Clark; edizioni musicali Virgin Records America)
11. Lloyd Cole – Margo's Waltz – 4:02 (Lloyd Cole e Blair Cowan; edizioni musicali Capitol Records)
12. Zuba – Speed Queen – 3:44 (Liza Oxnard, Wallace Lester, Mark Pauperas e Sid Greenbud; edizioni musicali Cool Therapy Records)
13. Jonathan Richman – Let Her Go Into the Darkness – 1:19 (Jonathan Richman; edizioni musicali Vapor Records)
14. The Foundations – Build Me Up Buttercup – 2:59 (Mike d'Abo e Tony Macaulay; edizioni musicali Castle Copyrights Ltd)

Durata totale: 43:19

## Tracce non contenute nell'album
1. Ray Conniff – Summertime (George Gershwin, Ira Gershwin, Dorothy Heyward e DuBose Heyward; edizioni musicali Columbia Records)
2. Tom Wolfe – Talking To You (Tom Wolfe; edizioni musicali Distlefink Music)
3. William Goodrum – The Way (William Goodrum; edizioni musicali Manonosh Music)
4. Sally Stevens – (They Long to Be) Close to You (Burt Bacharach e Hal David)
5. John Cafferty – Get a Life (John Cafferty)
6. Ray Conniff – Temptation (Arthur Freed e Nacio Herb Brown; edizioni musicali Columbia Records)
7. Ray Conniff – Deep Purple (Peter De Rose; edizioni musicali Columbia Records)
8. Vienna Mozart Ensemble – Eine kleine Nachtmusik (Wolfgang Amadeus Mozart; edizioni musicali LaserLight Digital)
9. Ray Conniff – Brazil (Ary Barroso; edizioni musicali Columbia Records)
10. Susan Sandberg – Hey Batter (Mary's Remix) (Susan Sandberg; edizioni musicali Suit Guy Records)
11. Badd Eli – Bad Boys (Theme From Cops) (Ian Lewis; edizioni musicali Blank Productions)
12. Jonathan Richman – Ahora es Mejor (Jonathan Richman; edizioni musicali Vapor Records)
13. The Sons – All These Days (Bret Reilly)
14. Slovak Philharmonic Orchestra – Danse Boheme (Georges Bizet; edizioni musicali Naxos Of America)
15. Ray Conniff – I've Got You Under My Skin (Cole Porter; edizioni musicali Columbia Records)
16. Ivy – I Get the Message (Dominique Durand, Andy Chase e Adam Schlesinger)
17. Acker Bilk – Stranger on the Shore (Acker Bilk e Robert Mellin; edizioni musicali GNP/Crescendo Record Co.)
18. Tom Wolfe – Talking To Herself (Tom Wolfe)